# Maladroit
Maladroit é o quarto álbum da banda americana de rock alternativo Weezer, lançado em 14 de Maio de 2002 pela Geffen Records. O álbum apresenta pela primeira vez o baixista Scott Shriner na banda, seguindo a partida do anterior baixista Mikey Welsh, em 2001. Maladroit contém alguns acordes heavy metal, incomum nos anteriores lançamentos dos Weezer.
Em Novembro de 2007, o álbum tinha vendido cerca de 605,000 cópias nos Estados Unidos, tendo atingido o 3.º lugar na tabela Billboard 200, sendo rapidamente certificado com ouro.

## Base de criação e gravações
Para o seu quarto álbum de estúdio, os Weezer tentaram incorporar um sistema inovador no qual estes lançariam demos no formato MP3 no seu website todos os dias, enquanto estariam no estúdio a desenvolver Maladroit. Isto resultou em dúzias de versões diferentes de mais de trinta canções que circularam na Internet antes do álbum ser lançado.
A ideia era a de manter uma comunicação aberta sólida com a sua base de fãs no seu fórum de discussão oficial, tal como, mais concretamente, com fóruns de discussão não oficiais como o Rivers Correspondent Board (o qual foi encerrado a pedido de Rivers Cuomo, principalmente para que os membros da imprensa não tivessem acesso a novidades). Contudo, o vocalista Rivers Cuomo e os fãs discordaram fortemente num grande número de aspectos criativos do álbum. Um dos poucos pontos de concordância foi trazer de volta a música do Verão de 2000 "Slob" para o uso no álbum. Cuomo comentou,
| “ | Eu nunca pensaria em colocar a música 'Slob' no álbum se os fãs não a pedissem. O Scott Shriner também também queria uma faixa escondida, 'Are You Gonna Be?', para o álbum. | ” |

Independentemente da discordância, os fãs dos Weezer são referidos com "agradecimentos especiais" no encarte do álbum e o próprio título foi sugerido por um membro do fórum de discussão dos Weezer, cujo nickname era Lethe.
A disponibilização de demos em formato MP3 no website da banda resultou na reprodução das músicas, ainda não lançadas (e por vezes não concluídas), em grandes estações de rádio, para que as massas ouvissem. Na semana em que ocorreram as fugas para as estações de rádio, o single principal "Dope Nose" atingiu o 25.º lugar na tabela da Billboard, Modern Rock Tracks, sem sequer ter sido lançado um single oficial. Infelizmente, o tempo de antena resultou numa ordem judicial imposta pela Geffen Records, na qual pedia que os Weezer devolvessem as principais gravações das sessões de Maladroit e que pedissem desculpa a cada estação de rádio que passou a música. A banda resistiu, afirmando que eles próprios financiaram as sessões e que o pedido de desculpas seria despropositado. Também os fãs resistiram, formando um grupo online denominado "Unreleased Weezer for the Masses", que exigia o lançamento do álbum.
Os sucessos musicais "Dope Nose" e "Hash Pipe" (de The Green Album) foram ambos compostos na mesma noite e pelo mesmo método, com Cuomo a afirmar que alegadamente tomou "um monte de Ritalina e três shots de tequila" para compor as músicas.

## Embalagem
As primeiras 600,000 cópias do álbum foram especificamente numeradas, com o número a ser colocado no canto inferior direito da contra-capa do CD. A capa do álbum foi escolhida a partir de um concurso. Os Weezer, através do seu website, lançaram o desafio para submissões. A sua submissão favorita recaiu na escolha da capa que hoje se conhece. Este foi o primeiro álbum dos Weezer a ter as letras das músicas no seu livrete.

## Recepção
| Críticas profissionais | Críticas profissionais |
| Pontuações agregadas   | Pontuações agregadas   |
| Fonte                  | Avaliação              |
| ---------------------- | ---------------------- |
| Metacritic             | 72/100                 |
| Avaliações da crítica  |                        |
| Fonte                  | Avaliação              |
| Allmusic               | [ 13 ]                 |
| Artistdirect           | [ 14 ]                 |
| Entertainment Weekly   | (C+)                   |
| Los Angeles Times      | [ 16 ]                 |
| NME                    | [ 17 ]                 |
| Pitchfork Media        | [ 18 ]                 |
| PopMatters             | [ 19 ]                 |
| Robert Christgau       | (B-)                   |
| Rolling Stone          | [ 21 ]                 |
| Spin                   | [ 22 ]                 |
| The Village Voice      | misto                  |

Maladroit recebeu na generalidade revisões favoráveis. Na Metacritic, que avalia uma média pesada de pontuações de 0 a 100 a partir de revisões de críticos do sistema, o álbum recebeu uma pontuação média de 72. Stephen Thomas Erlewine da Allmusic deu ao álbum quatro estrelas, afirmando que este "mantém a elevada qualidade do The Green Album". A PopMatters deu ao álbum uma pontuação de oito em dez, afirmando que "Maladroit mantém-no [o som] curto, mantém-no simples, mantém-no honesto mas, também importante, mantém-no a chegar. Obrigado aos Weezer por isso". Contudo, a IGN deu ao álbum uma pontuação de cinco em dez, chamando-o de "saco de misturas", afirmando - "Se tu queres ouvir uma magnífica banda de covers dos Weezer, segue directamente para Maladroit. Seguindo apenas o título [Desajeitado], é exactamente o que é publicitado. Mas, por favor, no futuro, vamos deixar os Weezer com os seus próprios dispositivos. Os nossos não funcionam".
A revista Spin acabou por classificá-lo como o 6.º melhor álbum de 2002, e os leitores da Rolling Stone elegeram-no como o 8.º melhor do ano. Noutro inquérito aos leitores da Rolling Stone, foi eleito como o 91.º melhor álbum de sempre.
Em Junho de 2009, a revista Magnet publicou um artigo com as cinco músicas mais sobrevalorizadas e subestimadas dos Weezer. "Todas do Maladroit" foram classificadas em primeiro lugar da lista das cinco subestimadas, onde estes comentaram - "Maladroit, o quarto álbum da banda, foi de facto muito bom - não exactamente profundo, mas tinha algumas músicas pop realmente estelares. Claro, Maladroit nunca se tornou numa marca cultural da forma como os dois primeiros álbuns da banda se tornaram, mas merece mais crédito do que já teve".

## Lista de faixas
| N.º            | Título                  | Compositor(es) | Duração |  |
| 1.             | "American Gigolo"       | Rivers Cuomo   | 2:42    |  |
| 2.             | "Dope Nose"             | Rivers Cuomo   | 2:17    |  |
| 3.             | "Keep Fishin'"          | Rivers Cuomo   | 2:52    |  |
| 4.             | "Take Control"          | Rivers Cuomo   | 3:05    |  |
| 5.             | "Death and Destruction" | Rivers Cuomo   | 2:38    |  |
| 6.             | "Slob"                  | Rivers Cuomo   | 3:08    |  |
| 7.             | "Burndt Jamb"           | Rivers Cuomo   | 2:39    |  |
| 8.             | "Space Rock"            | Rivers Cuomo   | 1:53    |  |
| 9.             | "Slave"                 | Rivers Cuomo   | 2:53    |  |
| 10.            | "Fall Together"         | Rivers Cuomo   | 2:02    |  |
| 11.            | "Possibilities"         | Rivers Cuomo   | 2:00    |  |
| 12.            | "Love Explosion"        | Rivers Cuomo   | 2:35    |  |
| 13.            | "December"              | Rivers Cuomo   | 2:59    |  |
| Duração total: | Duração total:          | Duração total: | 33:40   |  |

## Posições nas Tabelas e Certificações
| País - Tabela                       | Melhor posição | Ref    |
| ----------------------------------- | -------------- | ------ |
| Austrália - ARIA                    | 11             | [ 29 ] |
| Áustria - Ö3 Austria Top 40         | 22             | [ 29 ] |
| Estados Unidos - Billboard 200      | 3              | [ 30 ] |
| Finlândia - Suomen virallinen lista | 11             | [ 31 ] |
| França - SNEP                       | 42             | [ 29 ] |
| Holanda - MegaCharts                | 95             | [ 32 ] |
| Noruega - VG-lista                  | 4              | [ 33 ] |
| Reino Unido - UK Albums Chart       | 16             | [ 34 ] |
| Suíça - Schweizer Hitparade         | 44             | [ 29 ] |
| Suécia - Sverigetopplistan          | 22             | [ 35 ] |

| País                  | Certificação |
| --------------------- | ------------ |
| Austrália - ARIA      | Ouro         |
| Estados Unidos - RIAA | Ouro         |
| Reino Unido - BPI     | Prata        |

### Singles
| 2002 | "Dope Nose"    | 8  | –  |
| 2002 | "Keep Fishin'" | 15 | 29 |

## Pessoal
- Rivers Cuomo — vocalista, guitarra
- Patrick Wilson — bateria
- Brian Bell — guitarra rítmica, vocais de apoio
- Scott Shriner — baixo, vocais de apoio